# Pantheon-Theater

Logo des Pantheon Theaters

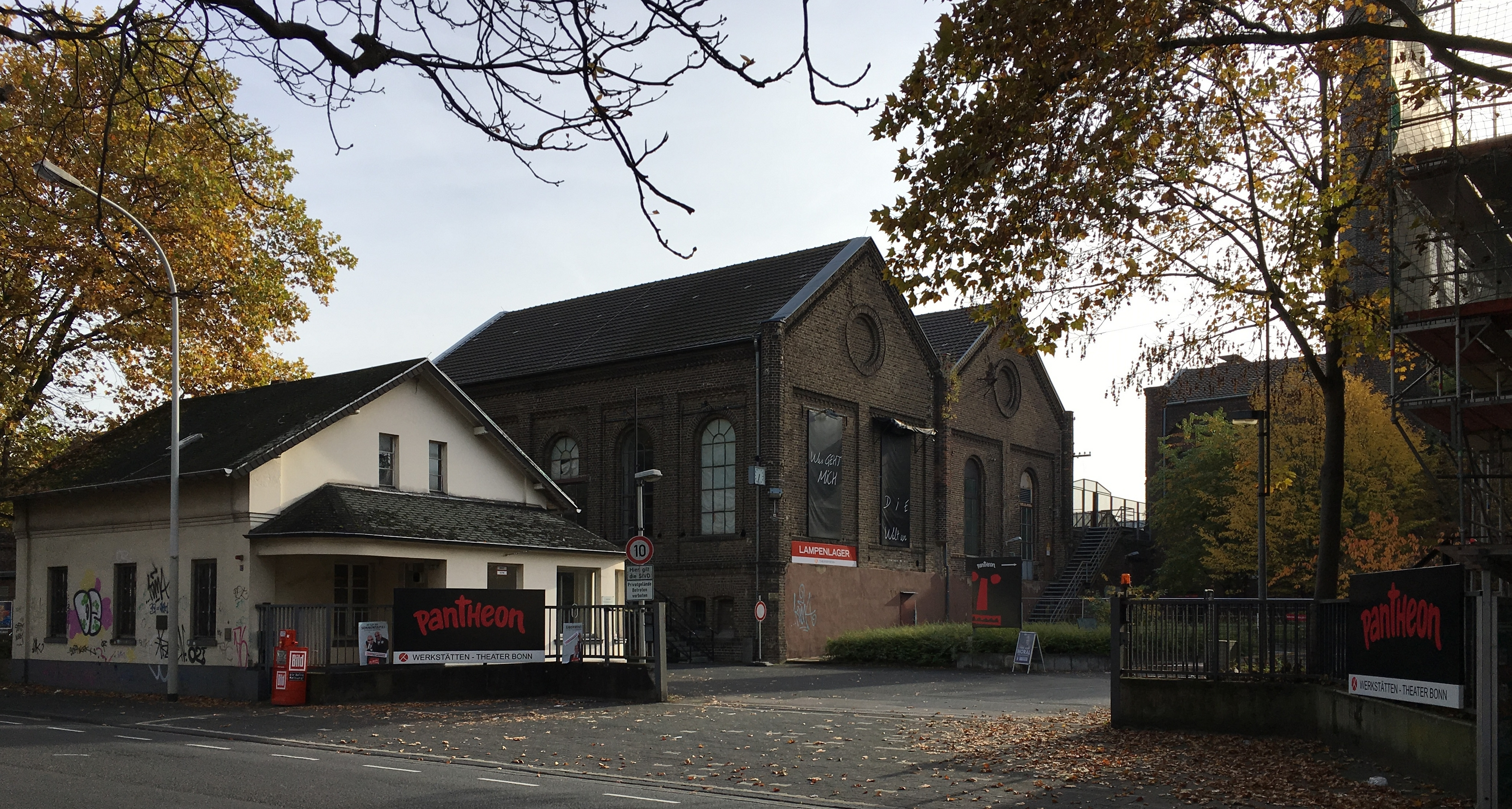
Einfahrt zum aktuellen Standort des Pantheon-Theaters in der Halle Beuel (seit Oktober 2016)

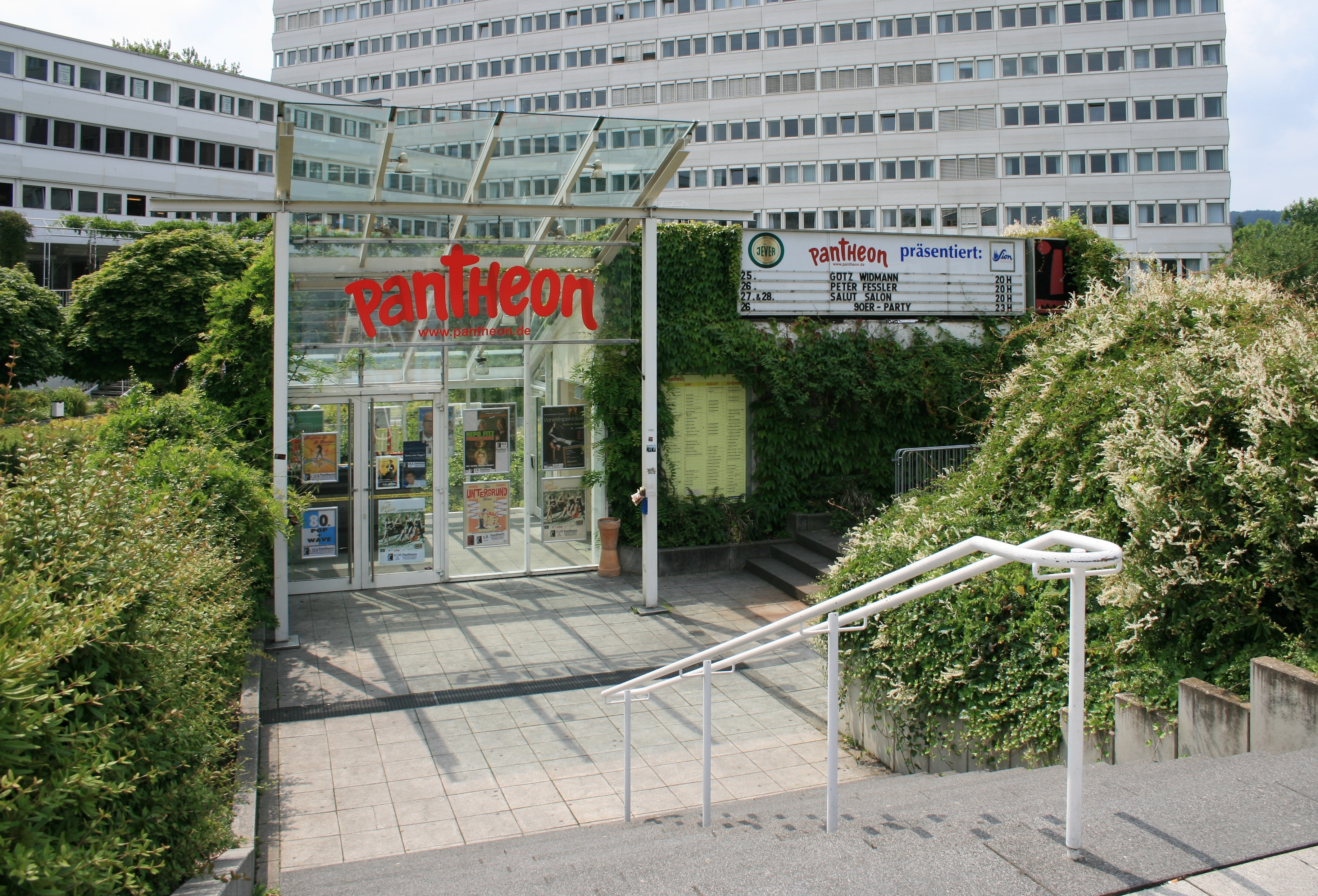
Ehemaliger Eingang zum Pantheon-Theater am Bonn-Center (bis Juli 2016)

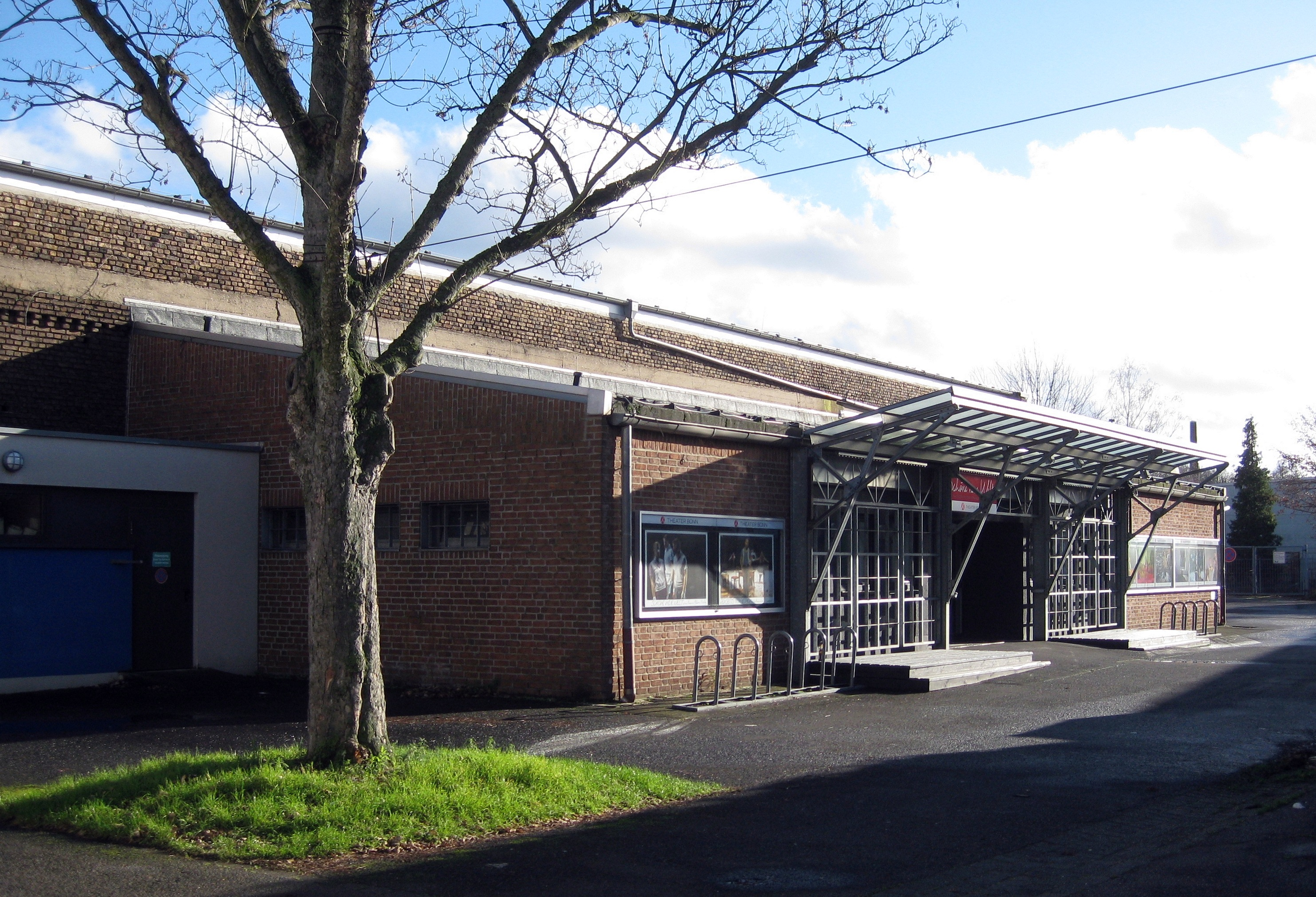
Die Halle Beuel an der Siegburger Straße

Das Pantheon-Theater wurde im Oktober 1987 in Bonn unter anderem von dem Schauspieler, Regisseur und Kabarettisten Rainer Pause gegründet und ist eine der renommiertesten Kleinkunstbühnen im deutschsprachigen Raum. Es befand sich bis Sommer 2016 im Kellergeschoss des Bonn-Centers am Bundeskanzlerplatz. Nachdem ein Investor das Bonn-Center gekauft hatte, um das Gebäude abzureißen und das Grundstück für einen Neubau zu nutzen, wurde dem Pantheon-Theater der Mietvertrag zum Sommer 2016 gekündigt. Die letzte Spielzeit im Pantheon endete Mitte Juli 2016.  Am 30. August 2016 wurde der Mietvertrag für die neue Spielstätte in der Halle Beuel (bislang einer der Standorte des Theaters Bonn) zwischen der Stadt Bonn und dem Pantheon-Theater unterzeichnet. Er hat eine Laufzeit von 30 Jahren bis zum 31. Oktober 2046. Die Vertragsunterzeichnung war seitens des Pantheons mehrfach aufgeschoben worden, nachdem es im Juli 2016 Unstimmigkeiten zwischen den Pantheon-Betreibern und der Stadt Bonn gegeben hatte. Seit Ende Oktober 2016 ist das Theater in Bonn-Beuel ansässig.
Ein Umbau der Halle zu einem Kabarett-Theater mit einem großen (ca. 450 Plätze) und einem kleinen Saal (150 Plätze) inklusive Gastronomie sollte ab 2017 erfolgen. Anfang 2018 gab die Leitung des Pantheon-Theaters jedoch bekannt, von diesem Vorhaben Abstand genommen zu haben.

## Kleinkunst
Das Pantheon-Theater bietet sowohl Nachwuchskünstlern als auch bekannten Größen der Kleinkunstszene eine Bühne und zeigt vor allem politisches Kabarett, Comedytheater, Vokalmusik, Lesungen und Musiktheater. Für zahlreiche Kabarettisten ist es dabei so etwas wie die „Heimatbühne“. Regelmäßig auftretende Künstler sind beispielsweise Ingo Appelt, Jürgen Becker, Matthias Deutschmann, Gerd Dudenhöffer, Thomas Freitag, René Marik, Pause und Alich, Volker Pispers, Gerhard Polt, Hagen Rether, Wilfried Schmickler, Georg Schramm und Horst Schroth.
Seit 1995 verleiht das Pantheon-Theater den angesehenen deutschen Kabarettpreis Prix Pantheon, der von Rita Baus (künstlerische Leiterin und Geschäftsführerin des Pantheons bis 2005) ins Leben gerufen wurde. Aus Platzgründen findet die Gala zur Preisverleihung meist nicht in den Räumlichkeiten des Pantheon-Theaters, sondern beispielsweise im Brückenforum Bonn-Beuel oder auf dem Bonner Museumsplatz statt. Seither wird sie alljährlich vom WDR und von 3sat übertragen und von Rainer Pause moderiert.
Die älteste deutsche „Alternative Karnevalssitzung“ Pink Punk Pantheon, 1983 unter anderem von Rainer Pause und Norbert Alich gegründet, wird seit 1987 im Pantheon-Theater von den Moderatoren und „Vereinsvorsitzenden“ Fritz Litzmann (alias Rainer Pause) und Hermann Schwaderlappen (alias Norbert Alich) präsentiert und kommt alljährlich auf über 10.000 Zuschauer.
Im Pantheon-Theater werden ferner regelmäßig Sendungen für das Hörfunkprogramm des WDR aufgezeichnet, zum Beispiel die „Vorleser im WDR“ und „Das WDR Kabarettfest“.

## Pantheon Casino
Seit August 2012 verfügte das Pantheon-Theater über eine weitere Spielstätte in unmittelbarer Nachbarschaft. Das Casino des ehemaligen Steigenberger-Hotels im Keller des Bonn-Center-Hochhauses wurde seitdem als zusätzliche Bühne „Pantheon Casino“ genutzt – mit 80 Sitzplätzen. Beide Spielstätten hatten separate Eingänge: Der Eingang des Pantheon-Theaters lag am Beginn der Reuterstraße, der Eingang des Pantheon Casinos befand sich an der Verbindung der beiden Bonn-Center-Gebäude Hochhaus und Seitentrakt.

## Weitere Veranstaltungen
Neben den Kleinkunst-Veranstaltungen standen Tanznächte im Programm des Pantheon-Theaters, welche in regelmäßigen Abständen stattfanden und vor allem Jugendliche und junge Erwachsene adressierten. Die Bestuhlung vor der Bühne war dann abgebaut und der Raum wurde so zur Tanzfläche umfunktioniert.

## Auszeichnungen
- 2016 Rheinlandtaler des Landschaftsverbandes Rheinland